# Daxx Nielsen
Daxx Nielsen (Chicago, 12 agosto 1980) è un batterista statunitense noto per essere il batterista della band Cheap Trick e per la sua attività di turnista.

## Biografia
Figlio del chitarrista Rick Nielsen, ha iniziato a suonare la batteria sin da adolescente.
Dal 2000 inizia la sua attività come turnista, collaborando con svariati artisti, tra cui gli Harmony Riley, e, successivamente, con Alison Sudol, in diversi album.
Negli anni successivi consolida la collaborazione con suo fratello, Miles Nielsen, e con Cory Chisel: Nel 2010 entra nei Cheap Trick, in sostituzione di Bun E. Carlos.
Nel 2016 entra inoltre nella storica band Hair metal Enuff Z'nuff.

## Discografia

### Con i Cheap Trick
- 2016 - Bang, Zoom, Crazy... Hello
- 2017 - We're All Alright!
- 2021 - In Another World

### Con gli Enouff n'Zuff
- 2020 - Brainwashed Generation

### Come solista
- 2004 - Race Day Rockin Country
- 2006 - Race Day Rocking World

### Come turnista (parziale)
- 2006 - Cory Chisel, Little Bird
- 2007 - One Cell in the Sea, Alison Sudol
- 2009 - Bomb in a Birdcage (2009), Alison Sudol
- 2012 - Pines (2012), Alison Sudol